# Лискова
Лискова (слч. Lisková) насељено је мјесто са административним статусом сеоске општине (слч. obec) у округу Ружомберок, у Жилинском крају, Словачка Република.

## Становништво
| Година:    | 1994. | 2004.   | 2014.   | 2024.   |
| ---------- | ----- | ------- | ------- | ------- |
| Број људи: | 2106  | 2127    | 2117    | 1999    |
| Разлика:   |       | +0,99 % | -0,47 % | -5,57 % |

| Година:    | 2023. | 2024.   |
| ---------- | ----- | ------- |
| Број људи: | 2010  | 1999    |
| Разлика:   |       | -0,54 % |

Према подацима о броју становника из 2011. године насеље је имало 2.077 становника.